# Brahmagupta

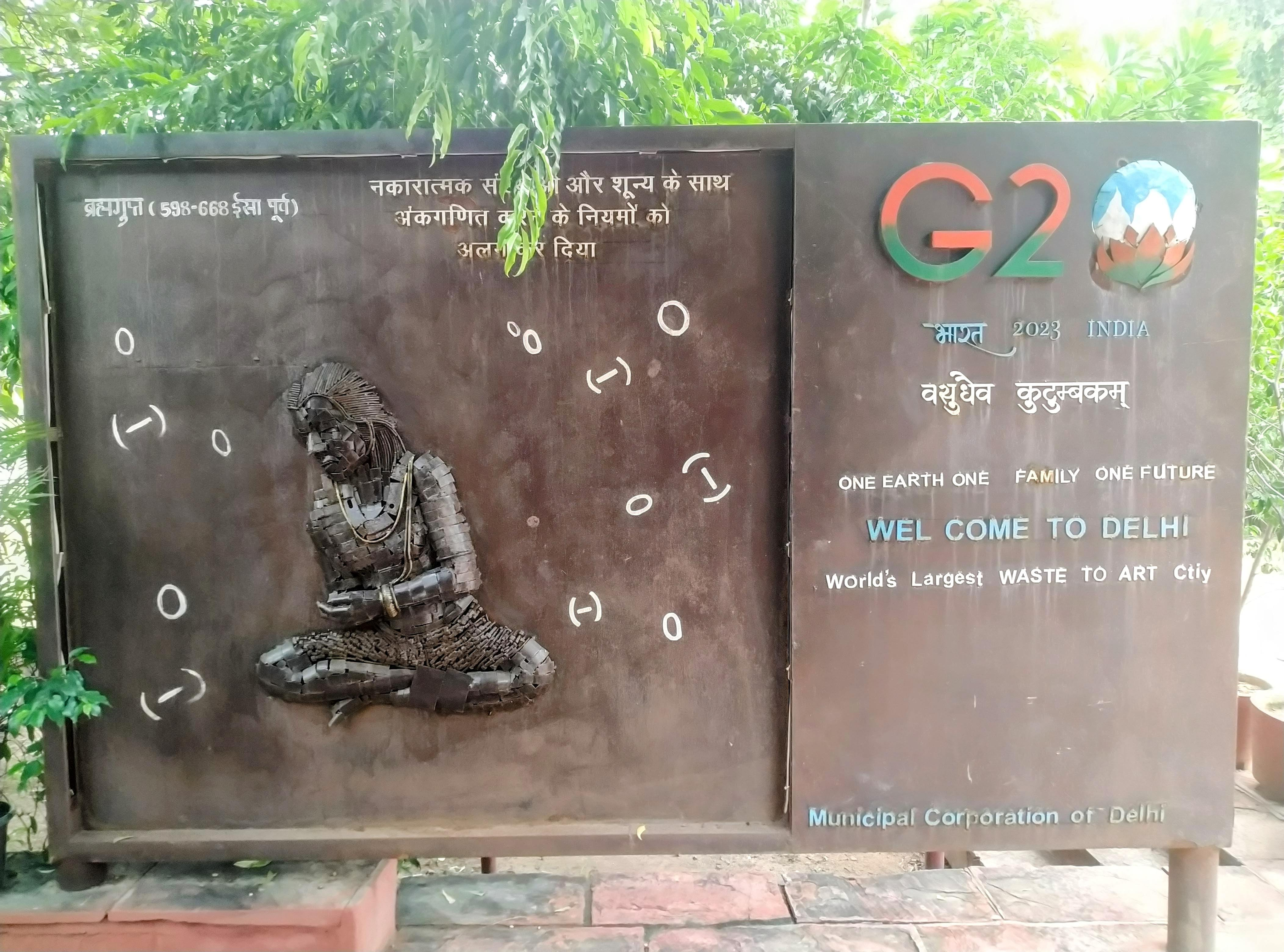
Brahmagupta

Brahmagupta (ब्रह्मगुप्त) eller Bhillamalacarya (läraren från Bhillamala (Bhinmal)), född 598 i Bhinmal, Rajasthan, Indien, död 668, var en indisk astronom och matematiker som författade viktiga verk inom båda områdena.
Hans två främsta verk är Brahmasphutasiddhanta och Khandakhadyaka som båda behandlar både matematik och astronomi. Han var bland annat den första att behandla siffran noll som ett självständigt tal samt räkna med negativa tal. Dessutom var han den första att använda sig av algebra för att lösa astronomiska problem.
Därutöver var han chef över Ujjains astronomiska observatorium, som var Indiens mest framstående under den tiden.

## Biografi
Brahmagupta föddes 598 i staden Bhinmal i Rajasthan i nordvästra Indien som son till Jisnugupta. Lite är känt om hans liv, men hans tidiga karriär tillbringades som astronom vid kung Vyaghramukhas hov. Han var chef över det astronomiska observatoriet i Ujjain, vid den tiden Indiens mest framstående matematiska centrum, och skrev under sin tid där två verk om matematik och astronomi: Brahmasphutasiddhanta (Brahmas reviderade system) 628 och Khandakhadyaka 665. Båda var skrivna på elliptisk vers, vilket var vanligt i dåvarande Indien. Han byggde vidare på traditionen från Aryabhata.
Brahmasphutasiddhanta består av 25 kapitel, och behandlar planeternas genomsnittliga longituder och sanna longituder, månförmörkelser och solförmörkelser, soluppgångar och solnedgångar, Jordens dagliga rotation, halvmånen och månskuggan, planeters förbindelser med varandra samt planeters förbindelser med fixerade stjärnor. Han räknade ut att ett år består av 365 dagar, 6 timmar, 5 minuter och 19 sekunder i sitt första verk, men ändrade det till 365 dagar, 6 timmar, 12 minuter och 36 sekunder i sitt andra. Inga av dem är korrekt, men nära.
Khandakhadyaka består av åtta kapitel och behandlar de Jordens dagliga rotations tre problem, planeternas longituder, sol- och månförmörkelser, sol-uppgångar och nedgångar samt månens faser och planeters förbindelser.

## Matematik
Brahmagupta, vars matematik delvis verkar att basera sig på grekisk matematik, populariserade ett mycket viktigt begrepp inom matematiken, och det är häri hans genialitet anses ligga: siffran noll. Brahmasphutasiddhanta är det äldsta kända verk där noll behandlas som ett självständigt tal. I verket ställs även upp regler för aritmetik vad gäller negativa tal som i stort överensstämmer med rådande uppfattning - minus gånger minus är plus, minus gånger plus är minus, och så vidare - och som innan Brahmagupta hade ansetts oviktiga eller lika med noll. Han pratade om det negativa som "skuld" gentemot "tillgång" som det positiva. Den största skillnaden är att Brahmagupta försökte sig på att definiera division med noll, vilket lämnas odefinierat i modern matematik. Hans definition av noll var korrekt förutom att han ansåg att 0/0 var det samma som 0.
Fyra och ett halvt kapitel av Brahmasphutasiddhanta ägnas åt ren matematik, medan det tolfte kapitlet, Ganita, handlar om aritmetiska följder och något om geometri. Det artonde kapitlet kallas Kuttaka, vilket i detta sammanhang betyder algebra. Brahmagupta visar här hur man kan lösa diofantiska ekvationer av andra graden, som nx² + 1 = y².
Dessutom utarbetade han metoder för multiplikationuppställning, bland annat gomutrika ("som en kos urins bana"), som i omarbetade versioner fortfarande används idag, såväl som algoritmer för att räkna ut kvadratrötter och metoder för algebraisk notation och uträkning.

## Astronomi
Brahmagupta var den förste att använda algebra för att lösa astronomiska problem. Hans astronomi påverkades mycket av hans ortodoxa hinduistiska tro, och han vände sig starkt mot Aryabhatas syn att jorden är en roterande sfär. Han ansåg istället att jorden som sådan är fixerad.

## Eftermäle
Det var genom Brahmasphutasiddhanta som araberna lärde sig om indisk astronomi. Den berömde abbasidiske kalifen Al-Mansur (712–775) grundade Bagdad vid Tigris och gjorde platsen till ett centrum för lärdom. Kalifen inbjöd 770 en lärd från Ujjain som hette Kankah. Kankah använde sig av Brahmasphutasiddhanta för att förklara det hinduiska systemet med aritmetisk astronomi. På kalifens begäran så översatte Al-Fazari Brahmuguptas verk till arabiska, vilket skapade en viktig länk mellan indisk astronomi och matematik och den uppkommande vetenskapen i den islamska världen.

## Citat
| ”              | Såsom solens briljans försätter stjärnorna i förmörkelse kommer kunskapens man sätta andra personers berömmelse i mörker om han komponerar algebraiska problem, och än mer om han löser dem. | „ |
| – Brahmagupta. | |   |

| ”              | Den person som inom ett år kan lösa x2 - 92y2 = 1 är en matematiker. | „ |
| – Brahmagupta. |                                                                      |   |